# Theora lubrica
Theora lubrica är en musselart som beskrevs av Gould 1861. Theora lubrica ingår i släktet Theora och familjen Semelidae. Inga underarter finns listade i Catalogue of Life.